# Alice Munro
Alice Ann Munro (Wingham, 1931. július 10. – Port Hope, 2024. május 13.) irodalmi Nobel-díjas kanadai írónő.

## Életpályája
A Nobel-díj odaítélésének indoklásában „a kortárs novella mesterének” nevezik.

## Művei

### Magyarul
- Szeret, nem szeret... Kilenc történet (novellák); ford. Borbás Mária; Park, Budapest, 2006 ISBN 9789635308064
- Csend, vétkek, szenvedély. Nyolc történet; ford. Mesterházi Mónika; Park, Budapest, 2007
- Egy jóravaló nő szerelme. Nyolc történet (novellák); ford. Mesterházi Mónika; Park, Budapest, 2008 ISBN 9789635308637
- Asszonyok, lányok élete. Regény; ford. Mesterházi Mónika; Park , Budapest, 2009 ISBN 9789635308514
- Mennyi boldogság! (novellák); ford. Mesterházi Mónika; Park, Budapest, 2011
- Három történet; ford. Mesterházi Mónika; Park, Budapest, 2013
- Drága élet; ford. Mesterházi Mónika; Park, Budapest, 2014
- A boldog árnyak tánca; ford. Rakovszky Zsuzsa; Park, Budapest, 2015
- Nyílt titkok; ford. Rakovszky Zsuzsa; Park, Budapest, 2016
- Ifjúkori barátnőm. Tíz történet; ford. Rakovszky Zsuzsa; Park, Budapest, 2017
- Juliet. Három történet; ford. Mesterházi Mónika, előszó Pedro Almodóvar; Park, Budapest, 2017
- Kilátás a Várszikláról; ford. Lukács Laura; Park, Budapest, 2018
- A kolduslány. Történetek Flo és Rose életéből; ford. Lukács Laura; Park, Budapest, 2019
- A Jupiter holdjai; ford. Elekes Dóra; Park, Budapest, 2021
- A szeretet útja; ford. Lukács Laura; Park, Budapest, 2022
- Valamit el akartam mondani. Tizenhárom történet; ford. Kada Júlia; Park, Budapest, 2023

## Díjai
- Man Booker-díj, 2009
- Irodalmi Nobel-díj, 2013